# Johan August Mankell

Tidningsnotis om Mankells död i "Tidning för Wenersborgs stad och län", tisdagen den 5 maj 1868. Texten:
Dödsfall. Ett alldeles owäntadt dödsfall inträffade i Skara sistl[idna] torsdags morgon, då musikdirektören, läraren i musik och teckning vid Skara högre elementarlärowerk samt seminarium för bildande af folkskollärarinnor, organisten i Skara domkyrkoförsamling, Johan August Mankell efter en kort sjukdom stilla afled vid ej fyllda 43 års ålders. Direktör Mankell, yttrar Sk[ara] T[idning], rycktes bort från maka och flera små barn, som wäl under många år behöft hans wård, äfwensom från andra, som i honom påräknat ett stöd; han bortgick i sin ålders fulla kraft samt från en gagnande werksamhet; och hans död är derför, menligen att tala, högeligen att beklaga. Också var direktör Mankell en skicklig musikus, en mycket begåfwad lärare, en glädtig, menniskowänlig man, som aldrig skydde beswäret, när det kom ifåga att anordna och musik för af olyckan hemsökte medmenniskor, eller för ett wälgörande ändamål; och hans bortgång efterlemnar derför bland många, i wänners krets och i den offentliga werksamheten en tomhet, som ej blir så lätt att fylla.

Johan August Mankell, född 14 juni 1825 i Karlskrona, Blekinge län, död 30 april 1868 i Skara stadsförsamling, Skaraborgs län, var en svensk musikdirektör.

## Biografi
Mankell var son till musikern Johann Hermann Mankell i dennes andra äktenskap med Helena Svedman. Han var verksam först i Eksjö och senare i Skara som lärare i musik och teckning vid läroverket och vid folkskollärarinneseminariet samt som domkyrkoorganist.